# Alta Italia
Alta Italia es una localidad del departamento Realicó, en la provincia de La Pampa, Argentina. El municipio comprende también la localidad de Ojeda y su zona rural se extiende también sobre el departamento Trenel. Se accede por la ruta provincial 7. Este poblado se formó a partir de familias provenientes del paraje Mariano Miró.

## Toponimia
Su nombre se debe al origen de los primeros colonos que provenían del Piamonte, región del noroeste de Italia.

## Población
Contó con 1350 habitantes (Indec, 2010), lo que representó un incremento del 3,8% frente a los 1300 habitantes (Indec, 2001) del censo anterior.
 El censo nacional 2022 arrojó 1564 habitantes y 768 viviendas.
| Gráfica de evolución demográfica de Alta Italia entre 1991 y 2022 |
|                                                                   |
| Fuente: Censos nacionales del INDEC                               |